# 弗里茨塔尔
弗里茨塔尔（德語：Föritztal，發音：[ˈføːʁɪtsˌtaːl]，意为“弗里茨河谷”）是德国图林根州松讷贝格县的市镇，面积98.5平方千米，2023年12月31日人口为8,331人。该市镇于2018年7月6日由市镇弗里茨、尤登巴赫和诺伊豪斯-希尔施尼茨合并而成。